# Paul Carell
Pour les articles homonymes, voir Carell.
 (février 2016).
Paul Carell, né Paul Karl Schmidt le 2 novembre 1911, mort en juin 1997, est un Obersturmbannführer dans l'Allgemeine SS, l'unité administrative de la SS. Il est le principal porte-parole de Joachim von Ribbentrop, ministre des Affaires étrangères du Troisième Reich. Après la Seconde Guerre mondiale, il devient un auteur à succès d'histoire militaire.

## Biographie

### Avant et pendant la Seconde Guerre mondiale
Paul Karl Schmidt rejoint le Parti nazi en 1931 et devient membre de la SS en 1938. Diplômé de l'université en 1934, il devient assistant à l'institut de psychologie à l'université de Kiel. Il dirige aussi plusieurs associations étudiantes National Socialistes comme le Nationalsozialistischer Deutscher Studentenbund. Il est membre sympathisant de l'Association des étudiants nazis.
Dans la SS, Schmidt est promu Obersturmbannführer (lieutenant-colonel en équivalent français) en 1940, puis il devient le porte-parole du ministre des Affaires étrangères Joachim von Ribbentrop. Ce poste lui donne la responsabilité du ministère des Affaires étrangères et de la Presse.
La tâche principale de Schmidt est la responsabilité et le contrôle des conférences de presse du ministère. Il est considéré comme un des plus importants et influents propagandistes du national-socialisme pendant la Seconde Guerre mondiale. Des études récentes confirment que son influence est du même niveau que celle d'Otto Dietrich (Reichspressechef d'Adolf Hitler) et de Hans Fritzsche (Pressechef au Reichspropagandaministerium). Schmidt participe au magazine de propagande allemande Signal, publié en plusieurs langues, et à travers ses écrits, il justifie l'holocauste.
En mai 1944, il donne des conseils sur la façon de justifier l'expulsion et le meurtre de juifs hongrois, pour contrer les accusations de meurtres de masse : « Le projet d'entreprise (contre les Juifs de Budapest) va créer beaucoup d'attention, et conduire une forte réaction. Ceux qui sont contre nous, qui crient et qui parlent d'une chasse à l'homme, essaient d'utiliser le terrorisme pour accroître la propagande contre nous. Je suggère qu'il ne serait pas possible de prévenir ces évènements sans créer des raisons justifiant certaines actions, par exemple, recherche d'explosifs en associant les habitations juives et les synagogues, déjouer des plans de sabotage, des attaques pour un coup d'État, des attaques contre les policiers allemands, la contrebande de devises afin de détruire l'économie hongroise ».
Schmidt est arrêté le 6 mai 1945 et interné pendant 30 mois. Appelé comme témoin à charge durant le procès de Nuremberg pour crimes de guerre, il se dépeint lui-même comme un combattant de la liberté de la presse.

### Après la Seconde Guerre mondiale
Schmidt écrit dès les années 1950 pour le magazine Kristall, sous le pseudonyme de Karell Paul, puis de Paul Carell.
De 1965 à 1971, le procureur d'État de Verden en Allemagne enquête sur son passé SS, mais aucune charge claire n'est retenue contre lui et sur son rôle sur le génocide des Juifs hongrois.
Parallèlement à cette enquête, sa carrière d'écrivain commence, avec l'aide de ses anciens camarades de l'édition, il est journaliste sous diverses identités, pour Die Welt et Die Zeit, il écrira sous le pseudo : PC Holm. Il a également écrit pour les journaux  NorddeutschenRundschau et Spiegel, et écrit des récits de guerre pour Landser. Il a été considéré comme un influent conseiller d'Axel Springer.
Le succès de ses livres Unternehmen Barbarossa (Opération Barbarossa) et Verbrannte Erde (Opération Terre brûlée), a fait de Paul Carell un chef de file et un chroniqueur de la Seconde Guerre mondiale sur le front de l'Est durant l'année 1944. Son livre Die Gefangenen (1980), qui traite des prisonniers allemands en Union soviétique, a été publié par Ullstein-Verlag. Ses livres sont en général accueillis favorablement par les médias (par exemple, Die Welt écrit : « Aide à réduire l'aversion entre les Allemands et les Russes (...) qualifié comme un historien ». Ou le Düsseldorfer Mittag : « Quelqu'un pour qui la gravité de la source et la valeur de la documentation sont plus importantes que d'aller à bon marché pour ressentir des sensations fortes - Paul Carell ! ».
En 1992, Schmidt affirme, en opposition au large consensus sur le sujet, que, même après la bataille de Stalingrad, il était possible pour l'Allemagne de gagner la guerre. Pour lui, seuls les ordres d'Adolf Hitler ont conduit l'Allemagne à la défaite. Les dirigeants de la Wehrmacht, compétents comme Erich von Manstein, pouvaient conduire à une paix négociée. Schmidt fait également valoir que l'invasion de l'Union soviétique était une attaque préventive pour prévenir une attaque de l'Armée rouge, sans avancer de preuves.
Jusqu'à la fin de sa vie, Schmidt a nié l'existence de crimes de guerre de la part de l'armée de terre contre des civils au cours de la guerre russo-allemande (voir les articles Crimes de guerre de la Wehrmacht et Crimes de guerre nazis en Union soviétique pour une perspective historique contemporaine).

## Ouvrages et récits
Paul Carell est particulièrement connu pour des ouvrages décrivant le front de l'Est avec un style vif et incisif. Il reste une figure très controversée étant donné son origine politique et son métier premier (un des principaux responsable de la propagande nazie). Si les historiens souvent ne remettent pas en question les informations factuelles contenues dans les ouvrages, ils mettent en avant le manque criant de prise de recul et de distance. 
- la mise en avant systématique du soldat allemand.
- la description de l'armée soviétique (« hordes innombrables... »), créant la vision déformée typique de la guerre froide d'une armée de piètre qualité valant surtout par son nombre. Cette vision a été très largement remise en cause, en particulier par l'historien américain David Glantz.
- le déni de crimes de guerre contre les civils de la part des unités de l'armée.
- la mise en avant systématique de Hitler comme responsable des défaites.
- l'absence de la notion opérationnelle comme intermédiaire entre la tactique et la stratégie, typique de la pensée militaire soviétique. Les ouvrages présentent souvent des batailles défensives comme des victoires allemandes en occultant le principal: cette bataille n'avait pas pour but de percer les lignes mais simplement de bloquer le déplacement de l'unité afin d'affaiblir le front dans une autre position et d'autoriser la percée en bénéficiant d'une supériorité locale.
- l'architecture des ouvrages qui utilise intelligemment des méthodes caractéristiques de la propagande : confusion entre les opérations militaires, auto censure de certains événements, témoignages réécrits ou biaisés, imprécision intentionnelle, déformation des faits…

Ses ouvrages sont une bonne image des récits dits « de guerre froide » comme Verlorene Siege de Erich von Manstein. Les informations sur les combats à l'est étant rare, la majorité des ouvrages des années 1950 à 1970 furent écrits par des anciens officiers allemands. Ces récits comptaient souvent une part d'auto-justification de leurs actes (nous ne faisions qu'obéir aux ordres), de déresponsabilisation (ces ordres étaient stupides et nous aurions pu faire mieux) et d'auto-glorification (tout ceci en face de « hordes innombrables »). Cette vision, favorisée pour des raisons politiques, fut totalement remise en cause dans les années 1980 lors de l'ouverture des archives soviétiques.

### Traductions de ses œuvres
- (en) Stalingrad: The Defeat of the German 6th Army, Atglen, PA: Schiffer Military History, 1993.
- (en) Hitler's War on Russia, volume 2, Scorched Earth London, Harrap, 1970.
- (en) Hitler Moves East 1941-1943, New York, Little, Brown, 1964.
- Ils arrivent !, Robert Laffont, 1963, 387 p.
- Ils arrivent !, Éditions Tallandier, coll. « Texto », 2019, 346 p.  (ISBN 9791021038158).
- Afrika Korps, Robert Laffont, 1960, 569 p.
- Opération Barbarossa, Robert Laffont, coll. « l'histoire que nous vivons », 1964, 585 p.
- Opération Terre Brûlée, Robert Laffont, coll. « l'histoire que nous vivons », 1968, 576 p.

#### Parus dans la collectionJ'ai lu leur aventure
- A9-10 Ils arrivent.
- A27-28-29 Afrika Korps.
- A182 Opération Barbarossa (1. L'invasion de la Russie).
- A183 Opération Barbarossa (2. De Moscou à Stalingrad).
- A224 Opération terre brûlée (1. Après Stalingrad).
- A227 Opération terre brûlée (2. La bataille de Koursk).
- A230 Opération terre brûlée (3. Les Russes déferlent).